# Slovnaft

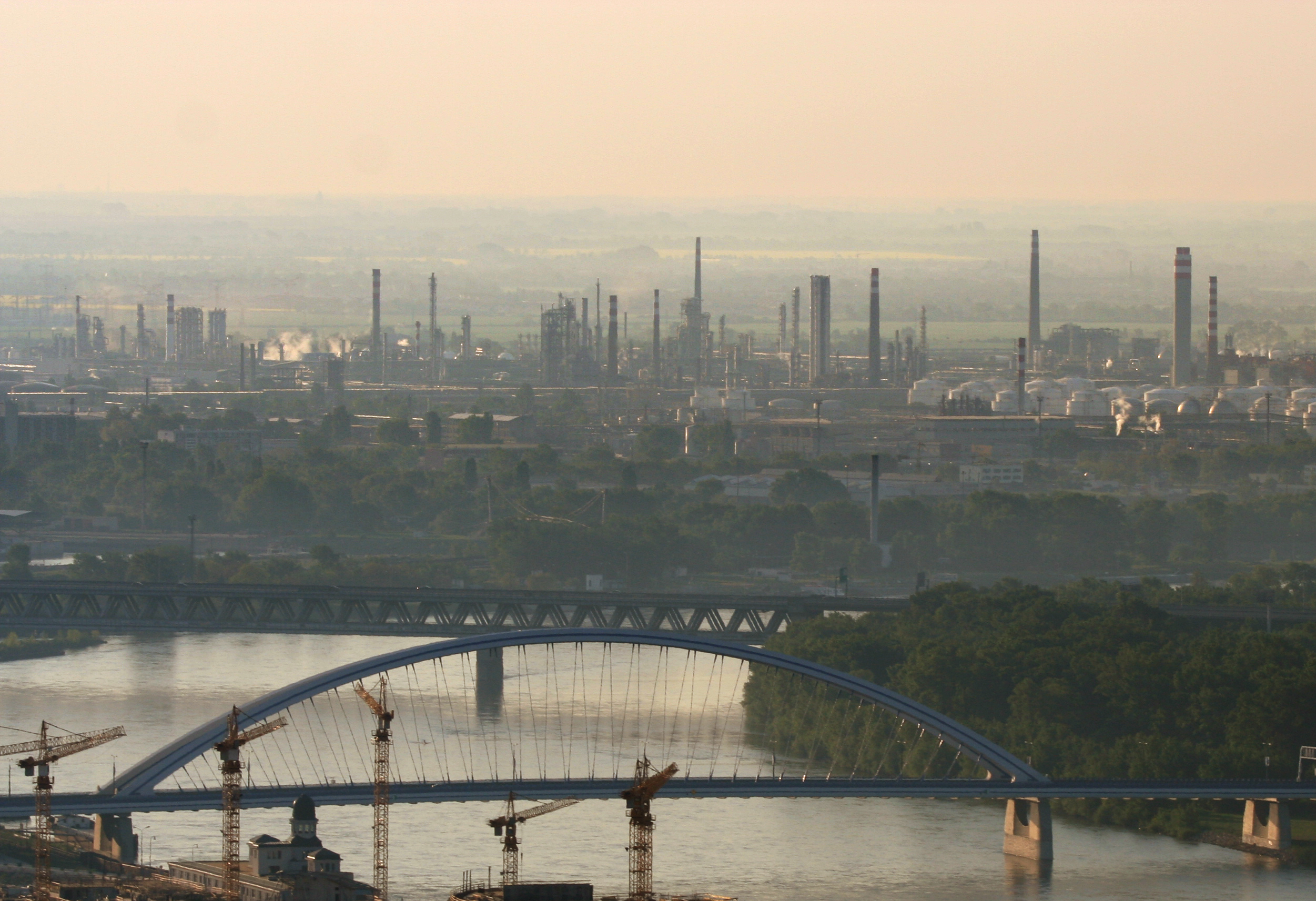

Slovnaft a.s. est une entreprise de raffinerie et de distribution de produit pétrolier. Le siège est localisé à Bratislava. C'est une filiale du groupe hongrois MOL. 
Slovnaft est le successeur de la société Apollo, qui a été créé en 1895 à Bratislava, et dont la raffinerie a été bombardé par les Alliés en Juin 1944. Il était situé près du pont Apollo actuel. La construction de la raffinerie Slovnaft a commencé en 1949.
Le 1er mai 1992, Slovnaft a été réorganisé en tant que société par actions de droit, successeur de l'entreprise d'État créée par le gouvernement de la République tchécoslovaque, le 1er janvier 1949. Depuis 2000, Slovnaft est une filiale du groupe MOL. Elle est reliée par oléoduc au port de Bratislava.